# とびだせ漂流家族
『とびだせ漂流家族』（とびだせひょうりゅうかぞく）は、まんがライフ（竹書房）で2001年5月号から2003年7月号まで連載された小坂俊史の4コマ漫画作品。全26話よりなる。

## 作品について
主人公の高波一家は夫婦と子供二人の四人家族。日本全国、各地を引っ越しながら転々としており、同じ土地に長く居つくことはない。引越しをメーンテーマにしたユニークな作品である。

## 主な登場人物
高波 雷三（たかなみ らいぞう）
高波家・父、39歳。新潟県の佐渡島出身。
同じ職場を1年以上続けたことがない、流浪の人。
性格は自由奔放で気まま、楽観的。
しかし順法精神や倫理観が弱く、あちこちの職場で使い込みをしたり、ギャンブルにのめり込んだり、借金を作ったりしている。そのため、一家を巻き込んで借金取りに追われていることが多い。
高波 かすみ（たかなみ かすみ）
高波家・母、38歳。
何があっても動じることなく、状況を楽しめる人。むしろ平穏な生活を望まない節がある。
性格は穏やかで天然系である。
借金取りに転居通知を出して自分たちの住所を教えてしまったことがある。本人によると、「お世話になった人だから」。
引っ越しを繰り返すうちに引っ越しグッズマニアに。グッズのキャンペーンの終了が迫っていたため、無理やり引っ越したことも。
高波 あまね（たかなみ あまね）
高波家・長女、14歳。
利己的で、順法精神や倫理観の弱い性格は父親似である。
しかし、その明晰な頭脳と金儲けの才能は、父方の祖母からの隔世遺伝か。顔の目元も、祖母に似ている。
株やギャンブルで時々大儲けしているが、全部自分で無駄遣いしてしまい家族のためになることはない。
金儲けのためには手段を選ばず、マルチ商法や自家製の宝くじ販売、「何かやばいもの」を栽培したことも。
高波 ユキオ（たかなみ ゆきお）
高波家・長男、10歳。
一家の中で唯一の常識人。したがってツッコミ役になることが多い。
どこかで定住生活を送りたいとひたすら願っているものの、まだ小学生ということもあって引っ越し続ける家族を止められない。
ペットのタマと仲がよい。
タマ（たま）
高波家のペットの猫。名付け親はあまね。
実は特別天然記念物のイリオモテヤマネコ。一家が沖縄にいたときに、いかにも悪徳業者っぽい訪問販売員からだまされて買ってしまった。買ったのは母・かすみ。
西表島出身ということもあって、寒い土地は苦手なよう。田舎に行くと、野生の血が騒ぐのか、気性が荒くなる。
高波家の中では、ユキオに最もよくなついているようだ。
佐渡島に来た時、天然記念物の朱鷺を襲ってしまった。

## 書誌情報
単行本 - 2003年8月27日発売 竹書房 バンブーコミックス刊 ISBN 4812458587
単行本には本編のほか、特別描き下しの『とびだせ 渡一家』、及び過去に発表された読み切り短編『奥さん 新聞いらんかね？』も掲載された。